# Pensando em Nós Dois
"Pensando em Nós Dois" é uma canção da cantora baiana Ivete Sangalo com a participação do cantor carioca Seu Jorge, que faz parte do terceiro álbum ao vivo da cantora Ao Vivo no Madison Square Garden. A canção foi lançada como terceiro single do álbum no dia 10 de abril de 2011. A canção foi performada pelos dois cantores no programa Altas Horas e por Ivete sozinha no Domingão do Faustão e no Caldeirão do Huck.

## Recepção da crítica
Eduardo Graça, do portal Terra, disse que, positivamente, "a química funcionou com um elegante Seu Jorge, de terno, gravata e óculos escuros, que tirou onda em pleno Madison Square Garden com "Pensando em Nós Dois". Este número também deu a Ivete a oportunidade de se apresentar com o mais elegante dos seis figurinos da noite, e de sambar no pé, cabrocha inspirada, ao lado do passista carioca". Já Mauro Ferreira, crítico do blog Notas Musicais, disse que "o brasileiro Seu Jorge - de cotação alta no mercado estrangeiro - entra em cena para cantar um inédito samba-rock, que tangencia a levada do R&B tão valorizada na indústria fonográfica norte-americana".

## Anúncio e divulgação
Além da performance ao vivo ao lado de Seu Jorge no Madison Square Garden em Nova York no dia 4 de setembro de 2010, os dois cantaram juntos, pela segunda vez, no programa Altas Horas no dia 11 de dezembro de 2010, onde Jorge surpreendeu Ivete ao fazer uma aparição surpresa e consequentemente cantar a canção com ela.
Em 10 de abril de 2011 Ivete fez o lançamento oficial do single no programa Domingão do Faustão, cantando porém uma versão solo da canção. Porém com o atraso devido ao voo, a canção foi interrompida em seu primeiro refrão, não sendo cantada completa. Em 16 de abril a cantora esteve no programa Caldeirão do Huck, do apresentador Luciano Huck, onde apresentou novamente uma versão solo do single na final do quadro Soletrando, concurso nacional educacional, cantando também as canções "Acelera Aê (Noite do Bem)" e "Desejo de Amar". No mesmo dia a cantora participou da comemoração de aniversário de um ano do programa Legendários, aparecendo em link ao vivo da cidade de Ribeirão Preto, onde faria show naquele dia, falando sobre a canção.

### Controvérsia
Em 10 de abril de 2011 Ivete se apresentaria no programa Domingão do Faustão como atração principal. No entanto seu voo acabou se atrasando e, ao verificar isso, Fausto Silva mostrou-se irritado e afirmou ao vivo que ela não precisaria mais comparecer ao programa: "Não precisa chegar mais. Já passa das 19h e não vai dar mais tempo dela se apresentar". Logo após, quando Ivete chegou a Rede Globo, o apresentador novamente demonstrou seu descontentamento ao vivo: "Agora não dá mais tempo. Fala pra ela, se quiser, voltar na semana que vem". Porém Ivete entrou ao palco em meio a situação pedindo desculpas ao público e cantando "Pensando em Nós Dois" em uma versão gravada e sem a banda, que foi interrompida no primeiro refrão por Fausto, pedindo para cortar a apresentação. A artista aproveitou para explicar que o atraso foi por conta do voo que demorou pois o mau tempo e as chuvas atrapalharam sua chegada: "O avião viria diretamente para cá, mas por conta do mau tempo teve que pousar em Belo Horizonte. E contra a natureza a gente não tem como lutar. Peço desculpas" A produção do programa Fausto foram criticados pela mídia pelo mau tratamento dado à cantora.

## Paradas
A canção estreou na 20ª posição na Hot 100 Airplay, em abril.
| Paradas (2011)                                        | Melhor posição |
| ----------------------------------------------------- | -------------- |
| BR Billboard Hot 100 Airplay                          | 17             |
| BR Billboard Hot Popular Songs                        | 15             |
| BR Billboard Brasil Regional Rio de Janeiro Hot Songs | 2              |
| BR Billboard Brasil Regional Recife Hot Songs         | 3              |
| BR Billboard Brasil Regional Salvador Hot Songs       | 1              |

## Histórico de lançamento

### Adição nas rádios
| País   | Data                | Formato    |
| ------ | ------------------- | ---------- |
| Brasil | 10 de abril de 2011 | Mainstream |